# Wilhelm Voß (Politiker)
Wilhelm Voß (* 5. Dezember 1879 in Braunschweig; † 5. Februar 1937 ebenda) war ein deutscher Politiker (SPD und USPD) und Gewerkschaftsführer.

## Leben
Wilhelm Voß wurde als Sohn eines Arbeiters geboren. Nach dem Besuch der Volksschule in Hamburg und der Bürgerschule in Braunschweig erlernte er das Schlosserhandwerk. Um 1900 trat er in die Sozialdemokratische Partei Deutschlands und in den Deutschen Metallarbeiterverband (DMV) ein. Während des Ersten Weltkrieges verließ Voß die SPD, um sich der weiter links stehenden USPD anzuschließen.
Am 30. Juni 1921 zog Voß im Nachrückverfahren für den verstorbenen USPD-Abgeordneten Karl Aderhold in den im Juni 1920 gewählten ersten Reichstag der Weimarer Republik ein, in dem er bis zur Wahl vom Mai 1924 den Wahlkreis 18 (Südhannover-Braunschweig) vertrat. 1922 kehrte Voß zur SPD zurück, deren Reichstagsfraktion er sich auch für den Rest der Wahlperiode anschloss.